# Rectoria (Sant Andreu de Llavaneres)
Rectoria és una obra de Sant Andreu de Llavaneres (Maresme) protegida com a Bé Cultural d'Interès Local.

## Descripció
Edifici annex al temple parroquial construït el 1858 pel mestre d'obres José Lacueva. Consta de planta baixa, pis i golfes. A la planta baixa hi ha diverses dependències parroquials i la sala d'actes. Al primer pis hi ha la residència del rector.
(Text procedent del POUM)